# Przewodniczący Rady Legislacyjnej Palestyny
Przewodniczący Rady Legislacyjnej Palestyny przewodniczy obradom i kieruje pracami parlamentu. 

## Lista przewodniczących
| Lp                                                          | Imię i nazwisko | Objął urząd   | Złożył urząd   |
| ----------------------------------------------------------- | --------------- | ------------- | -------------- |
| 1.                                                          | Ahmad Kuraj     | marzec 2000   | 2003           |
| w okresie od 2003 do 10 marca 2004 wakat na stanowisku      |                 |               |                |
| 2.                                                          | Rauhi Fattuh    | 10 marca 2004 | 16 lutego 2006 |
| w okresie od 16 lutego do 29 marca 2006 wakat na stanowisku |                 |               |                |
| 3.                                                          | Aziz ad-Duwajk  | 29 marca 2006 | nadal urzęduje |